# إيونابوليس
إيونابوليس هي بلدية في البرازيل، تتبع باهيا، بلغ عدد سكانها 84٬120  نسمة، في 2000، تبلغ مساحتها 1٬179٫126 كيلومتر مربع.

## الموقع
تشترك في الحدود مع:
- بورتو سيجورو
- إيتابيبي
- Guaratinga [الإنجليزية]‏.